# 330 North Wabash
330 North Wabash, vroeger bekend als One IBM Plaza en het IBM Building, is een wolkenkrabber in Chicago, Verenigde Staten. Het gebouw staat op 330 North Wabash Avenue. De bouw van de kantoortoren begon in 1971 en werd in 1972 voltooid.

## Ontwerp
330 North Wabash is 211,84 meter hoog en telt 52 verdiepingen. Het is door Ludwig Mies van der Rohe met C.F. Murphy Associates in de Internationale Stijl ontworpen. Het heeft een totale oppervlakte van 126.258 vierkante meter en is omringd door een plaza.
De lobby van het gebouw is met bijna 8 meter een van de hoogste in een gebouw van Mies van der Rohe. Het bevat een buste van Mies van der Rohe, gemaakt door Marino Marini. Het gebouw werd op 6 februari 2008 tot een Chicago Landmark benoemd en kwam op 11 maart 2010 in het National Register of Historic Places.
Willis Tower · Trump International Hotel and Tower · Aon Center · John Hancock Center · AT&T Corporate Center · Two Prudential Plaza · 311 South Wacker Drive · Aqua · 900 North Michigan · Water Tower Place · Chase Tower · Park Tower · The Legacy at Millennium Park · 300 North LaSalle · Three First National Plaza · Chicago Title and Trust Center · One Museum Park · Olympia Centre · 330 North Wabash · 111 South Wacker · 181 West Madison · Hyatt Center · One Magnificent Mile · 340 on the Park · 77 West Wacker Drive · UBS Tower · Richard J. Daley Center · 55 East Erie · Lake Point Tower · River East Center · Grand Plaza I · Leo Burnett Building · The Heritage at Millennium Park · NBC Tower · Millennium Centre · Chicago Place · Chicago Board of Trade Building · One Prudential Plaza · CNA Center · Heller International Building · Madison Plaza · 1000 Lake Shore Plaza